# Vladimír Vyhlídka
Vladimír Vyhlídka, publikující také pod pseudonymem Josef Maria (20. listopadu 1925 Chýnov – 23. dubna 2011 Praha), byl český římskokatolický kněz, překladatel, sekretář kardinála Tomáška, vyšehradský kanovník a papežský kaplan.

## Život
Vystudoval reálné gymnázium v Táboře a po maturitě v roce 1944 byl totálně nasazen, takže musel nuceně pracovat postupně v pražské Ruzyni, v Ostravě a v Havlíčkově Brodě, a to až do dubna 1945. Po druhé světové válce pracoval na ministerstvu zahraničního obchodu. Roku 1947 nastoupil základní vojenskou službu a v únoru 1948 byl pro své náboženské přesvědčení vyloučen ze školy důstojníků v záloze a převelen k pomocným technickým praporům do Hvězdova. Po propuštění do civilu vystřídal různá zaměstnání, například v mrazírenském průmyslu nebo v ČKD Sokolovo. Kolem roku 1951 žádal o přijetí do litoměřického kněžského semináře, avšak nebyl přijat, a proto se rozhodl studovat teologii v zahraničí. Možnost emigrovat se mu naskytla až v roce 1964, kdy mu bylo povoleno vycestovat na zájezd do Vídně. Odtamtud se s pomoci vídeňského arcibiskupství dostal do Itálie.
Jako alumnus Nepomucena vystudoval Papežskou lateránskou univerzitu a dne 20. prosince 1969 přijal v lateránské bazilice sv. Jana v Římě kněžské svěcení. Po jednání s československými úřady se v polovině května 1970 vrátil do Československa, kde byl dříve v nepřítomnosti odsouzen k jedenapůlletému vězení za to, že ilegálně zůstal v cizině. V Praze získal bydlení u svého přítele Vance, avšak nepodařilo se mu získat státní souhlas k výkonu duchovenské činnosti, a proto od srpna 1970 nastoupil jako sanitář na IV. interní klinice Všeobecné fakultní nemocnice v Praze. Teprve v listopadu 1973 se mohl stát kaplanem v Plzni, avšak už v lednu 1975 byl kvůli svým aktivitám s mládeží přeložen a ustanoven administrátorem v Krajkové, odkud excurrendo spravoval farnost Oloví a nějakou dobu také Habartov. Po dosažení důchodového věku odešel v roce 1986 do starobního důchodu a vrátil se do Prahy.
Od roku 1988 pracoval jako neplacený soukromý sekretář pražského arcibiskupa ThDr. Františka kardinála Tomáška, jemuž pomáhal zejména s vyřizováním korespondence a organizováním setkání se zahraničními hosty a konzultací s představiteli českého disentu. Dne 17. září 1991 jej papež Jan Pavel II. jmenoval kaplanem Jeho Svatosti. Od 1. prosince 1991 byl Vladimír Vyhlídka ustanoven administrátorem v Táboře. Během svého táborského působení se zasloužil o opravu varhan a zvonů v kostele Proměnění Páně na hoře Tábor, táborské fary a střechy kostela Povýšení sv. Kříže v Sezimově Ústí. Poté, co se 28. září 1998 stal kanovníkem Královské kolegiátní kapituly sv. Petra a Pavla na Vyšehradě, odešel na konci října 1998 na pražský Vyšehrad. Roku 2010 byl emeritován a krátce předtím, než podlehl dlouhé těžké nemoci, přijal čestné občanství svého rodného města. Pohřben byl do rodinného hrobu na chýnovském hřbitově.

## Překlady (výběr)
- Jacques Maritain: Potřeba a obnova pravého vědění, Nový život 9-10/1967
- Thomas Merton: Hora sedmi stupňů, Křesťanská akademie, Řím 1968
- Norbert Baumert: Uzdravení a pověření uzdravovat podle Nového zákona, Pastorační středisko Arcibiskupství pražského, Praha 1993
- Joachim Meisner: Být takovým, jak Bůh mne chtěl mít, Karmelitánské nakladatelství, Kostelní Vydří 1994, ISBN 80-85527-53-7
- Agostino Casaroli: Trýzeň trpělivosti, Karmelitánské nakladatelství, Kostelní Vydří 2001, ISBN 80-7192-621-3
- Joseph Ratzinger: Věřit, doufat, milovat, Paulínky, Praha 2010, ISBN 978-80-86949-84-0